# Comté de Mahaska
Le comté de Mahaska est un comté de l'État de l'Iowa, aux États-Unis.
Il porte le nom de Mahaska, chef amérindien de la tribu des Iowas.